# Facelia błękitna

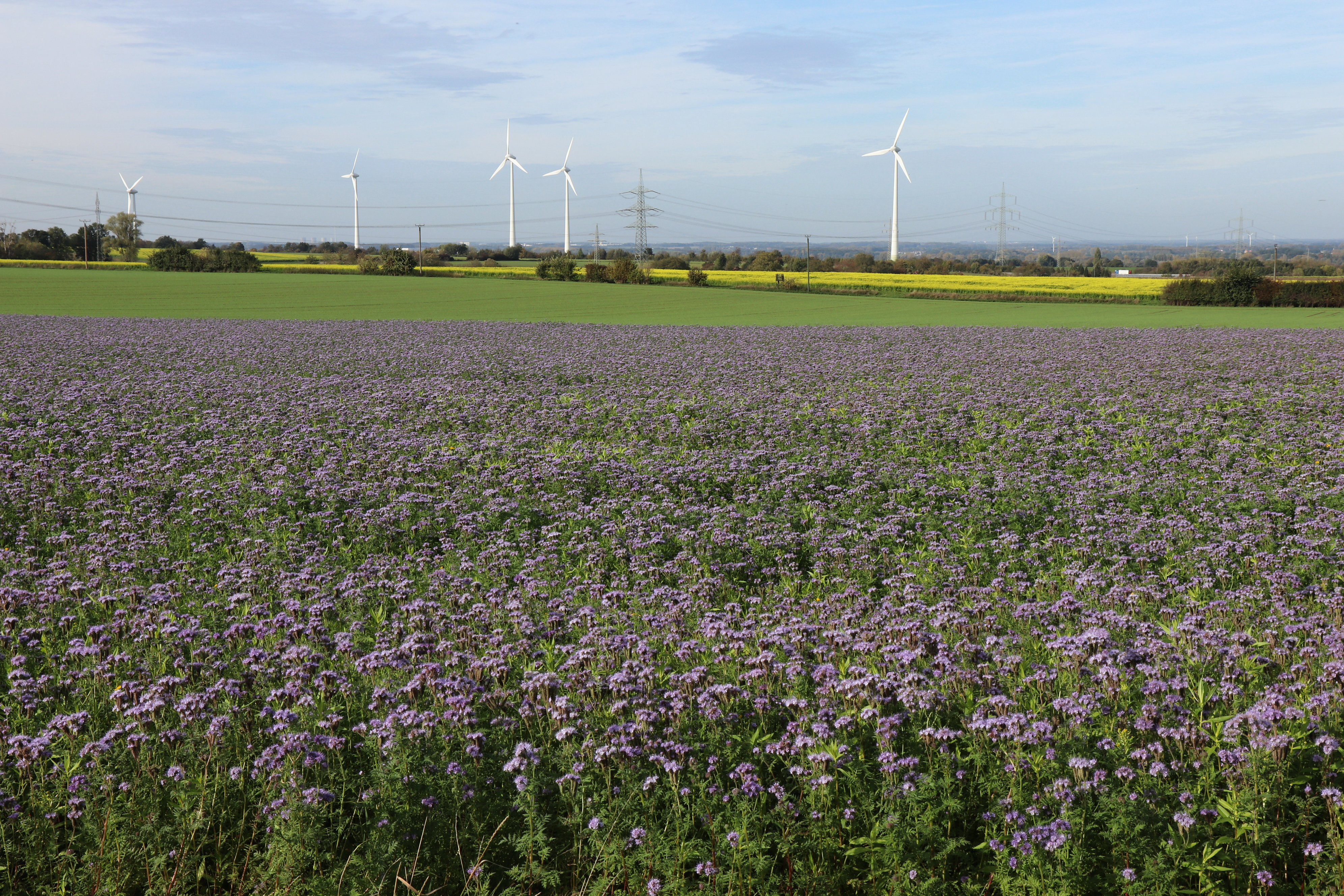
Pole z facelią błękitną w czasie jej kwitnienia

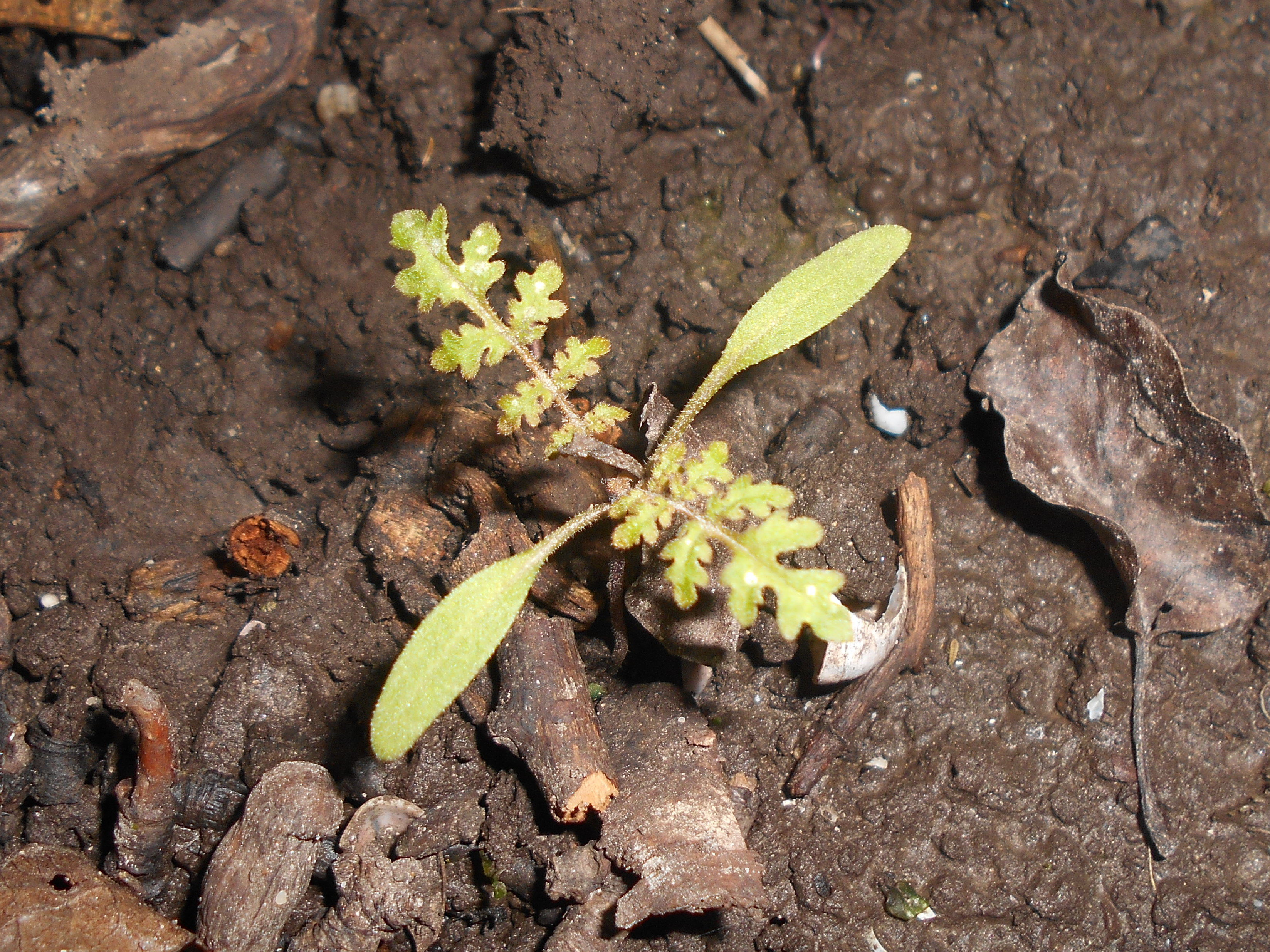
Siewka

Facelia błękitna (Phacelia tanacetifolia Benth.) – gatunek rośliny z rodziny ogórecznikowatych (Boraginaceae). Zwyczajowo nazywana jest też wiązanką wrotyczową. Pochodzi z Kalifornii, w Polsce jest dość często uprawiana.

## Morfologia
PokrójJest to roślina jednoroczna. Cała szorstko owłosiona.
ŁodygaRozgałęziona, dorastająca do 80 cm wysokości.
LiściePojedynczo lub podwójnie parzystosieczne, o karbowanych odcinkach.
Kwiaty5-krotne, dzwonkowate, zebrane w skrętki.  Kielich  składa się z 5 działek. Korona lejkowata, zrostopłatkowa, barwy fioletowoniebieskiej. 5 długich pręcików i 2-dzielna szyjka pojedynczego słupka wystają daleko z korony i służą do "lądowania" owadów. Na dnie kwiatowym znajduje się żółty nektarnik w kształcie tarczki, chroniony przed deszczem i niepożądanymi owadami przez 10 osklepek. Osklepki wyrastają w połowie rurki korony i są ułożone po dwie wokół każdego pręcika. Pyłek ciemnoniebieski, obnóże ciemnogranatowe albo czarne.
OwocePękająca torebka. Nasiona są żółtobrązowe, o powierzchni poprzecznie pofałdowanej.

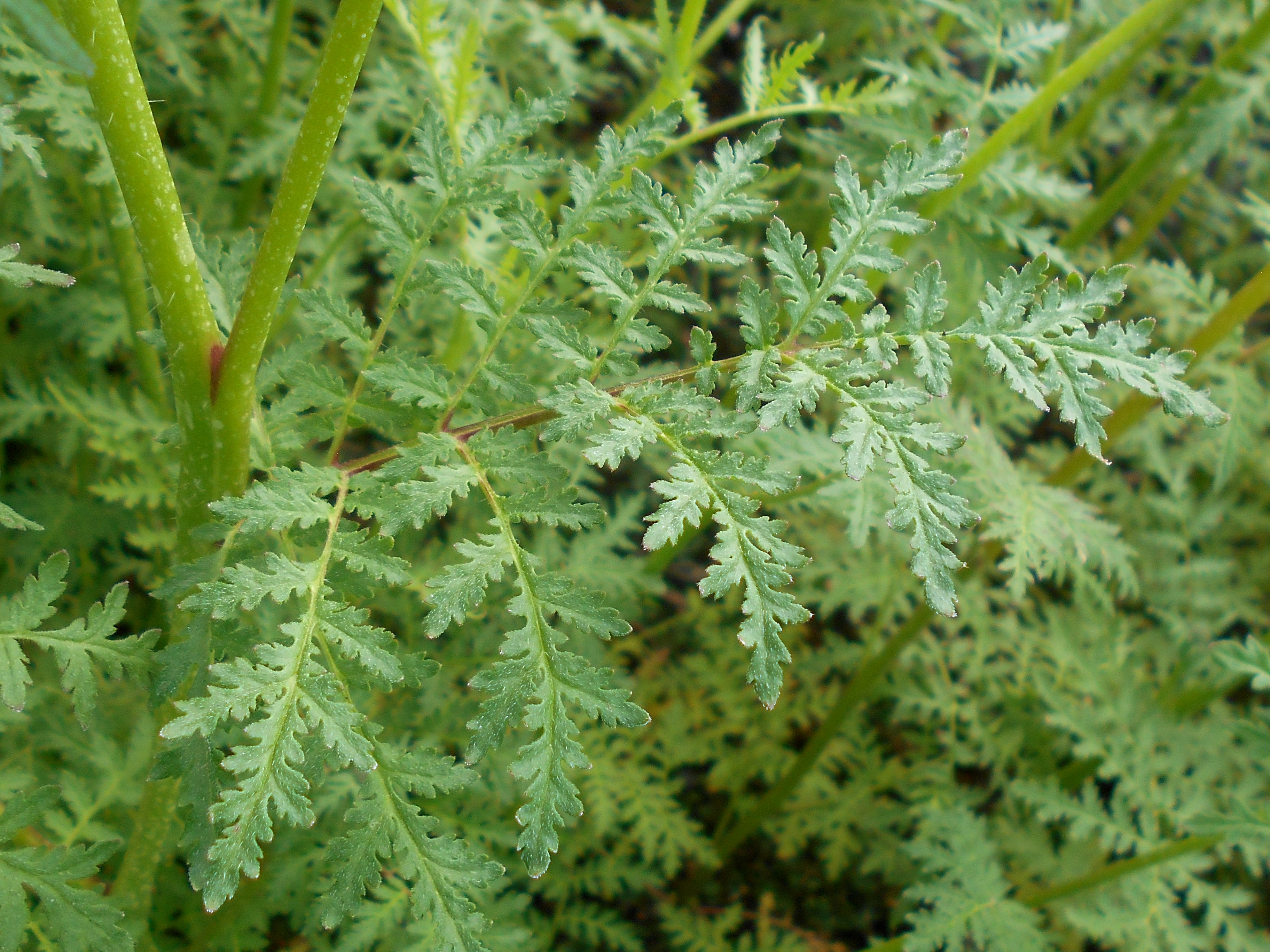
Liść
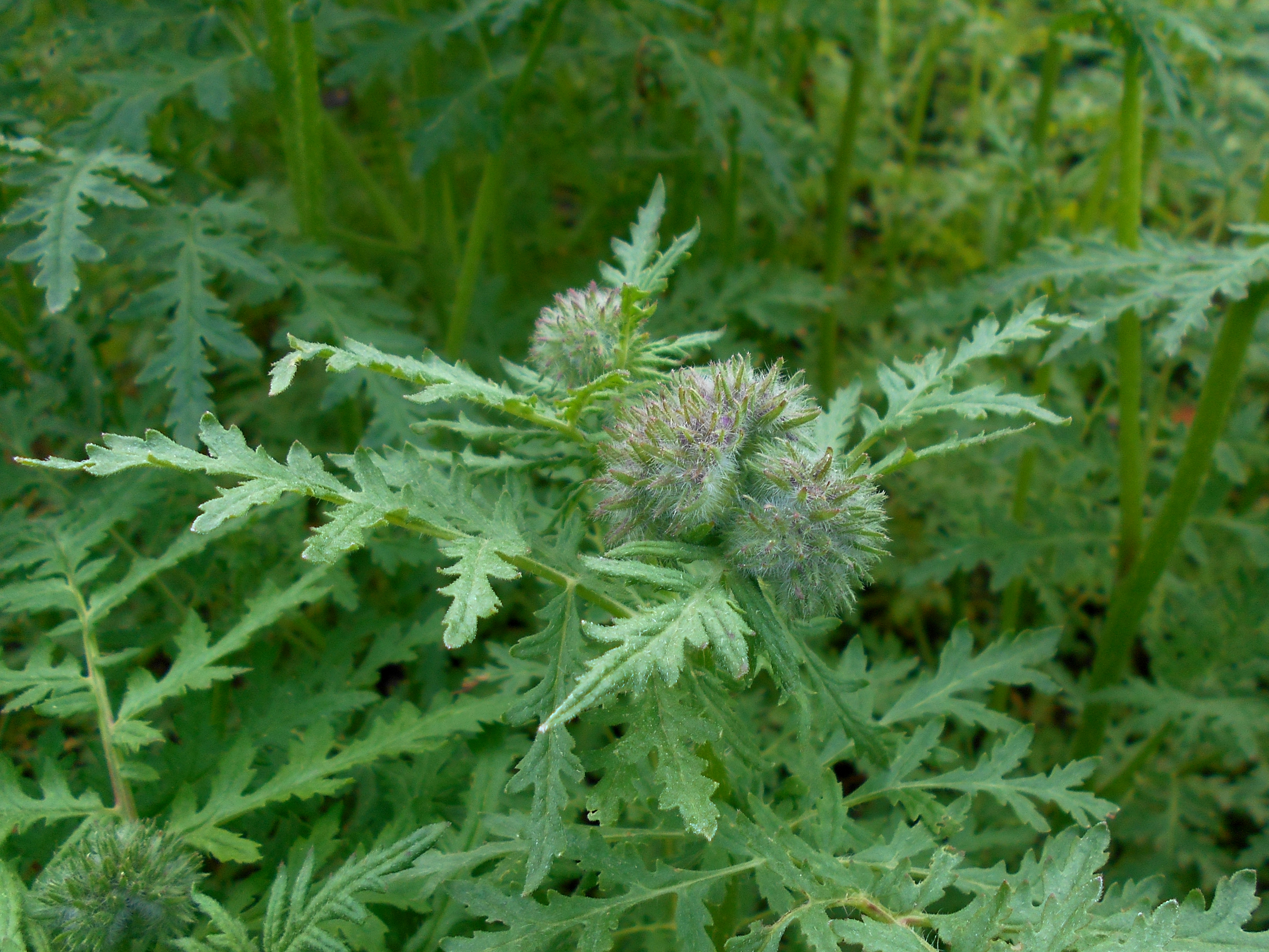
Pąki kwiatowe
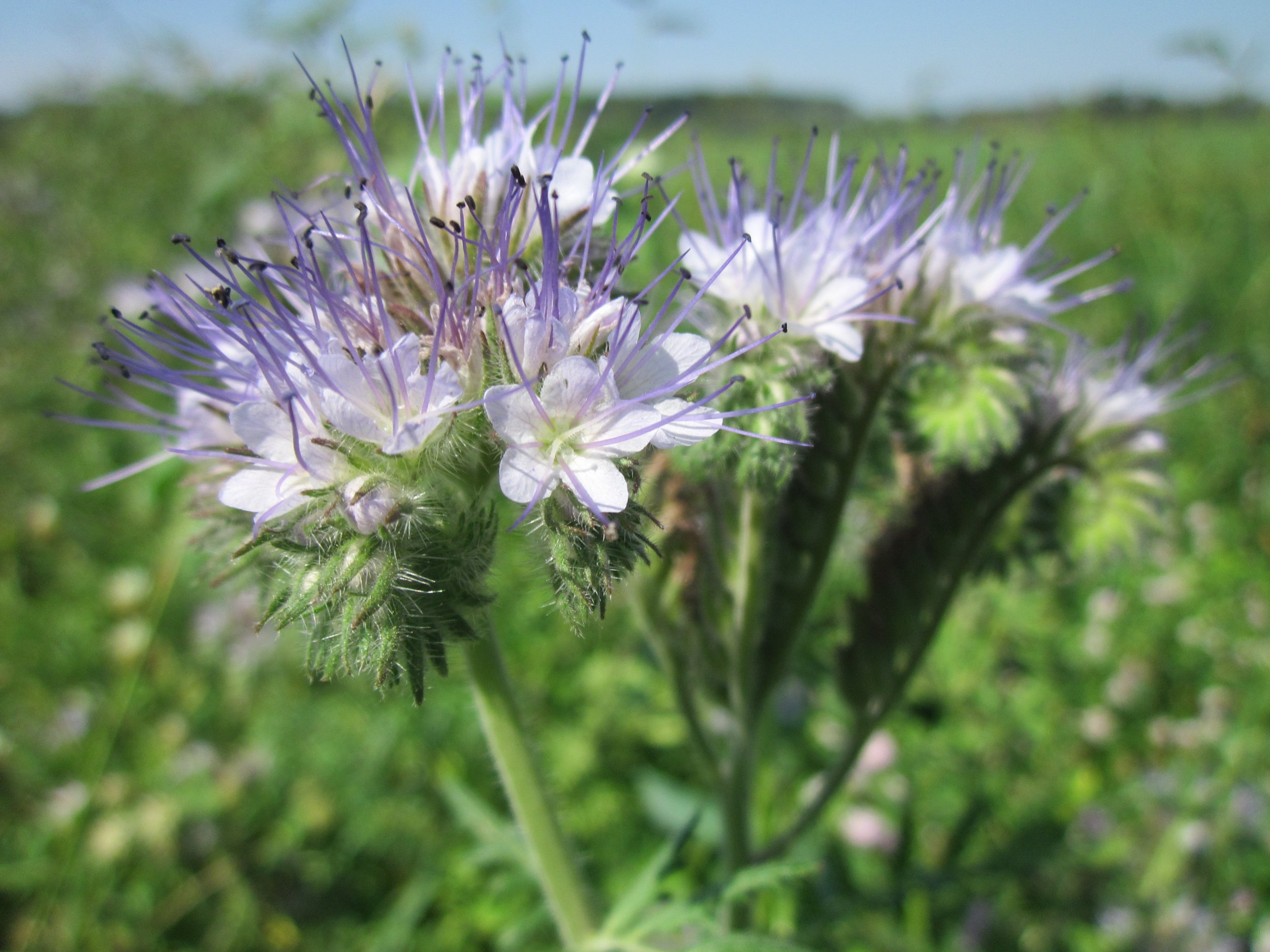
Kwiatostan
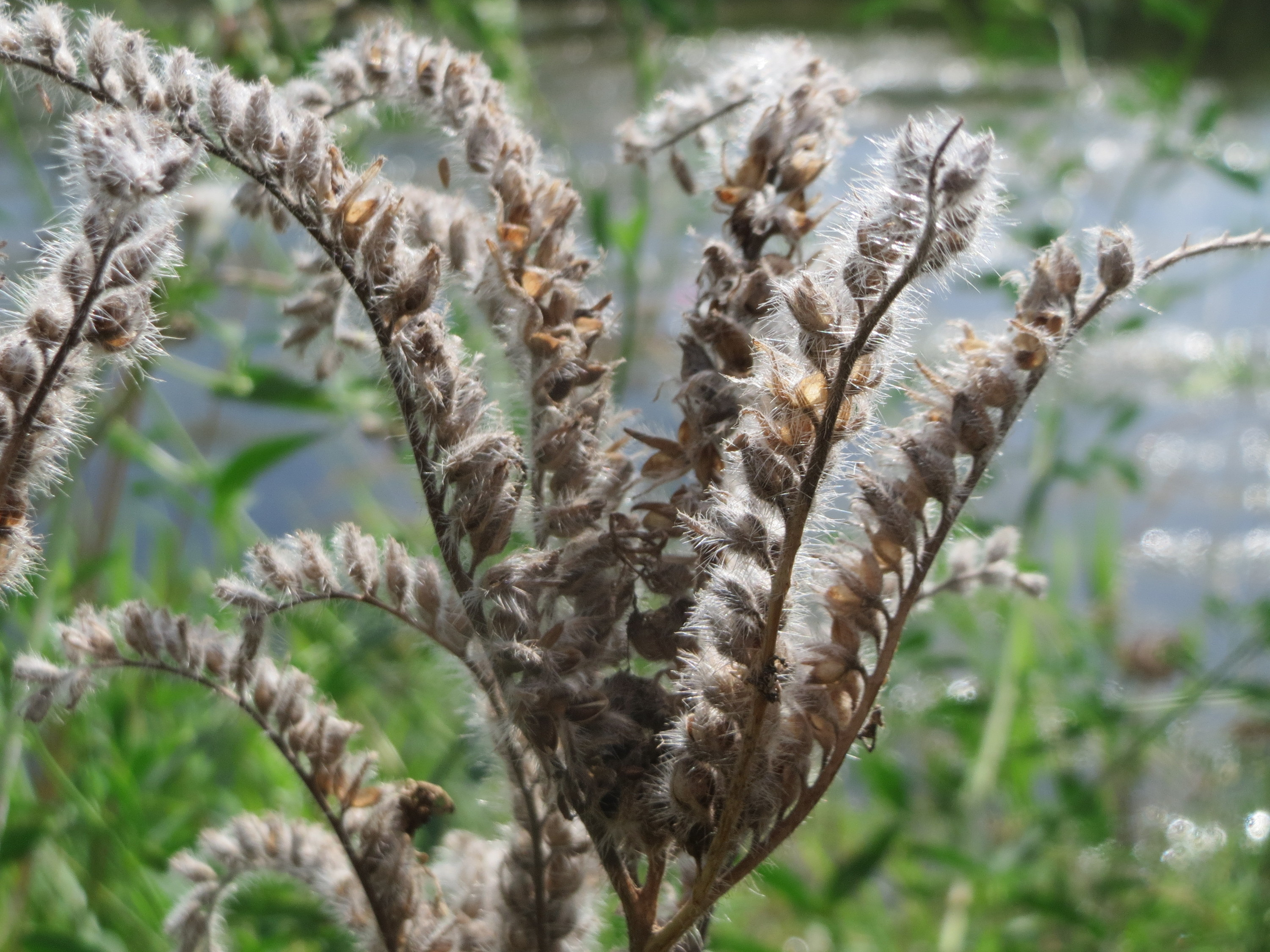
Owoce

## Biologia

### Rozwój
Okres wegetacji trwa około 100 dni. Zaczyna kiełkować już na 8 dzień po wysiewie. Zakwita w 6-10 tygodni po wysiewie i kwitnie przez 5 tygodni, przy czym kwitnienie masowe trwa 3 tygodnie. 

## Zastosowanie
Jest rośliną uprawianą na paszę, niekiedy na nawóz zielony, ale przede wszystkim należy do najlepszych roślin miododajnych. 
Plon zielonki może osiągać 15-20 t/ha.  Przy pasiece uprawia się facelię jako bogate źródło nektaru i na nasiona. Na glebach urodzajnych i odchwaszczonych wystarczy 2-3 kg dobrze kiełkujących nasion na hektar. Facelia rośnie bujnie, rozkrzewiając się i wytwarzając dużą liczbę kwiatów, ale taka plantacja dojrzewa nierównomiernie i może zostać mocno zachwaszczona. Dlatego w uprawach przeznaczonych na nasiona najlepiej stosować siew gęstszy. Aby osiągnąć odpowiednie zagęszczenie zasiewu na żyznych, dobrze odchwaszczonych i odpowiednio wilgotnych glebach, wysiewa się 5-7 kg nasion na hektar, na glebach średnich – 8-12 kg, a na słabych – 14-16 kg. Facelia ma małe wymagania w stosunku do gleby. Na nasiona najlepiej ją uprawiać w drugim roku po nawożeniu. Przy niskiej zawartości azotu roślina rośnie słabo, wcześniej kwitnie i drewnieje, natomiast przy nadmiarze może zacząć gnić.
Z powodu krótkiego okresu wegetacji, facelia może być wysiewana w różnych terminach, tak, żeby zakwitła w pożądanym czasie. Roślina ta z punktu widzenia pożytków pszczelich jest dobra zarówno dla powiększenia pożytku głównego, jak i dla wypełniania okresów bezwziątkowych w ciągu całego lata. Siana jako międzyplon, zakwita we wrześniu i daje cenny pożytek jesienny. Wysiana tuż przed mrozami, zakwita w maju następnego roku, chociaż skuteczność takiego siewu w warunkach klimatycznych w Polsce nie jest zbyt pewna.
Pszczoły chętnie odwiedzają facelię przez cały dzień, czasem można je obserwować na facelii nawet po zachodzie słońca. Natomiast najsilniej oblatywana jest przez pszczoły w godzinach południowych, dokładniej od 11 do 16, przy maksimum odwiedzin (około 38 pszczół na 1 m²), ok. godziny 15. Jeden kwiat wiązanki średnio wydziela od 0,5 do 5 mg nektaru. Facelia dobrze nektaruje bez względu na pogodę. Wydajność miodowa na dobrych glebach dochodzi do 300-400 kg miodu/ha, a pyłkowa od 200 do 300 kg/ha. W zależności od rodzaju gleby, nawożenia i warunków atmosferycznych w czasie wzrostu i kwitnienia wydajność ta może się różnić. Im później zostanie wysiana facelia, tym mniejsza będzie wydajność miodowa, dlatego rośliny wysiane w sierpniu już nie w każdym roku zakwitają. Miód faceliowy jest bardzo jasny, o żółtawym, czasami nawet zielonkawym odcieniu. Podczas krystalizacji, miód gęstnieje i staje się coraz jaśniejszy, często wręcz biały. W smaku jest delikatny, minimalnie kwaskowaty, o wyraźnym kwiatowym aromacie.
Ze względu na swoje ładne kwiaty oraz fakt, że jest bardzo dobrą rośliną miododajną, jest czasami uprawiana jako roślina ozdobna.